# Nanodobenus arandai
Nanodobenus arandai — вид вымерших морских млекопитающих из семейства моржовых отряда хищных. Единственный вид в роде Nanodobenus. Жил в миоцене (15,97—7,246 млн лет назад) на территории штата
Южная Нижняя Калифорния в Мексике.
Nanodobenus arandai известен из обломка левой нижнечелюстной кости и правой пяточной кости, обнаруженных в формации Torgugas.
Nanodobenus arandai были больше похожи на современных морских котиков и морских львов, чем на типичных моржей. Им не хватало длинных клыков современных моржей, и они были стройнее и меньше своих ныне живущих родственников.
Несмотря на общее увеличение размеров тела моржовых от миоцена до плиоцена, Nanodobenus arandai были самыми маленькими их представителями. Взрослые особи, вероятно, были около 1,65 метра в длину. Возможно, это означает, что они занимали иную экологическую нишу, чем современные моржи.

## Галерея
- Место, где найдены окаменелости
- Правая пяточная кость